# Meiacanthus anema
Meiacanthus anema là một loài cá nước ngọt thuộc chi Meiacanthus trong họ Cá mào gà. Loài này được mô tả lần đầu tiên vào năm 1852.

## Từ nguyên
Từ định danh anema được ghép bởi hai âm tiết trong tiếng Hy Lạp cổ đại: tiền tố a (ἀ; "không có") và nêma (νῆμα; "chỉ, len"), hàm ý đề cập đến vây đuôi của loài cá này không có các tia sợi.

## Phân bố và môi trường sống
M. anema được ghi nhận ở Indonesia (trừ đảo Sumatra và Borneo), New Guinea, Philippines, quần đảo Solomon, Vanuatu và Nouvelle-Calédonie.
M. anema là loài duy nhất trong chi chỉ sống ở vùng nước ngọt và nước lợ, được tìm thấy ở cửa sông, kể cả khu vực gần thượng nguồn của sông suối, độ sâu đến ít nhất là 2 m.

## Mô tả
Chiều dài chuẩn lớn nhất được ghi nhận ở M. anema là 7,2 cm.
Số gai vây lưng: 6–10; Số tia vây lưng: 20–24; Số gai vây hậu môn: 2; Số tia vây hậu môn: 16–19.

## Phân loại
M. anema được xếp vào phân chi Holomeiacanthus. Đây là loài duy nhất trong chi có từ 6 gai vây lưng trở lên, chỉ sống ở vùng nước ngọt và cấu tạo tuyến nọc độc đơn giản hơn.

## Sinh thái
Trứng của M. anema có chất kết dính, được gắn vào chất nền thông qua một tấm đế dính dạng sợi. Cá bột là dạng phiêu sinh vật, thường được tìm thấy ở vùng nước nông ven bờ.